# Ы

ييري أو ييرو أو إيري أو إيرو (Ы ы؛ بخطّ مائل: Ы ы، عادةً ما يُسمّى Ы [ɨ] في اللغة الروسية الحديثة أو еры ييري قديماً وفي السلافونية الكنسية الحديثة)، وهو أحد حروف اللغة الكريلية المكتوبة. يتجسّد هذا الحرف في الوحدة الصوتية /ɨ/ (يُنطق في الجزء الخلفي والعلوي من الفم، مقارنةً بحرف i الإنجليزي) بعد الحروف الساكنة غير المحنّكة (الحنك الصلب) في الحروف الهجائية الروسية والبلاروسية.
عادةً ما يُنسخ الحرف الروسي (كتابة الكلمات الروسية بغير الحروف الكيريلية) إلى اللغة الإنجليزية ومعظم اللغات الأوروبية الغربية، مثل ⟨y⟩: يُكتب باللغة الإنجليزية Krylov (وهو اسم عائلة روسي، يُكتب بالروسية Крылов). وعلى الرغم من ذلك، يُمكن استخدام الحرف اللاتيني ⟨y⟩ لأغراض أخرى أيضاً (مثل ⟨й⟩ أو بصفته حرفاً مزدوجاً مثل ⟨я⟩). تتشابه طريقة التهجئة هذه مع طريقة التهجئة في اللغة البولندية، التي تستخدم حرف ⟨y⟩ لتمثيل صوت مشابه جداً. يُستخدم الحرف الروسي ⟨ы⟩ لترجمة الحرف البولندي ⟨y⟩ صوتياً إلى الكريلية؛ على سبيل المثال، تُكتب كلمة Maryla بالبولندية، وتُنقل إلى الروسية (Марыля).

## الأصل
يعود أصل هذا الحرف إلى وصلة أبجدية مثل جميع الأحرف الكريلية الأخرى، إذ ينحدر من الوصلة الأبجدية ы المكوّنة من حرف يير ⟨ъ⟩ وحرف ⟨і⟩ (الذي كُتب سابقاً إمّا بلا نقاط أو مع نقطتين) أو حرف آيز (⟨и⟩ الذي كان يشبه حرف ⟨н⟩ سابقاً). غالباً ما يظهر هذا الحرف على شكل ⟨ъі⟩ أو ⟨ъи⟩ في مخطوطات العصور الوسطى. تطوّر الشكل الحالي المبسّط ⟨ы⟩ بمجرّد أن فقدت الأحرف ⟨ъ⟩ و ⟨ь⟩ قيمتهما بصفتهما أحرفًا صوتية في اللغات السلافية.

## الاستخدام
تتّسم الإشارة اللينة (Ь) بالترديد ذاته. يصبح اللفظ الفعلي للصوت /i/ بعد الحروف الساكنة السنخية (⟨д⟩، ⟨з⟩، ⟨л⟩، ⟨н⟩، ⟨р⟩، ⟨с⟩، ⟨т⟩، أو ⟨ц⟩) مثل لفظ المصوت المركزي المغلق غير المدور [ɯ] أو [ʷɨ] بعد الأحرف الشفوية ⟨б⟩ أو ⟨в⟩ أو ⟨м⟩ أو ⟨п⟩، وذلك بسبب العمليات الصوتية.
ترمز اللغة الروسينية إلى صوت أصعب قليلاً وهو [ɨ] القريب من الصوت الروماني î، والذي يُكتب أحياناً â. وفي بعض الحالات، يمكن أن يأتي بعد الحروف الساكنة الحنكية (مثل синьый «أزرق»، الأمر الذي لا يحدث في اللغة الروسية على الإطلاق)، وغالباً ما يلحق بالأحرف ⟨к⟩ أو ⟨г⟩ أو ⟨ґ⟩ أو ⟨х⟩.
تُقسّم الأحرف الصوتية في الأبجدية الكريلية إلى أزواج إيوتية وغير أيوتية (على سبيل المثال، يمثّل كل من ⟨а⟩ و⟨я⟩ الصوت /a/، إذ يرمز الأخير إلى الحرف الساكن المحنّك السابق)، لكنّ ⟨ы⟩ أكثر تعقيداً؛ فلا يظهر إلا بعد الحروف الساكنة الصلبة، وتختلف قيمتها الصوتية عن ⟨и⟩، لكن يوجد اختلاف علمي حول ما إذا كان ⟨ы⟩ و⟨и⟩ يرمزان إلى وحدات صوتية مختلفة أم لا.